# Mount Iveagh
Mount Iveagh ist ein 3422 m hoher und massiger Berg in der antarktischen Ross Dependency. In der Supporters Range des Königin-Maud-Gebirges ragt er 8 km nordöstlich des Mount White an der Ostflanke des Mill-Gletschers auf. 
Teilnehmer der Nimrod-Expedition (1907–1909) des britischen Polarforschers Ernest Shackleton entdeckten ihn. Benannt ist der Berg nach irischen Geschäftsmann und Philanthropen Edward Cecil Guinness, 1. Earl of Iveagh (1847–1927), einem privaten Geldgeber zur Unterstützung der Expedition.